# عامل نفاشية

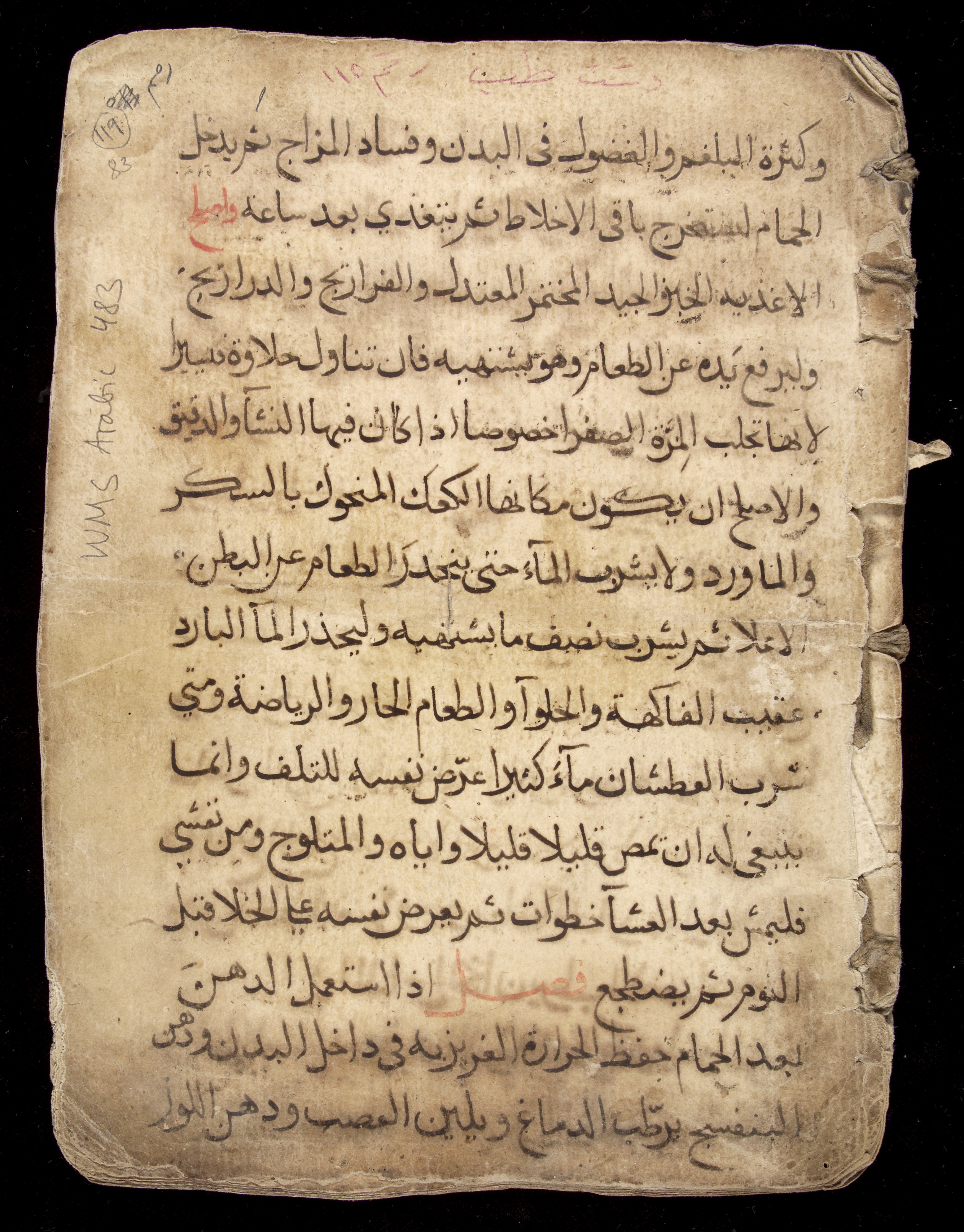
مخطوط عربي طبي يذكر «الخبز المختمر»

عامل النفاشية  (والذي يعرف أيضاً باسم عامل التخمير  وأيضاً باسم عامل الرفع  هو أي مادة تؤدي إلى حدوث عملية نفش في عجينة الخبز أومضروب الكاتو أو المعجنات.  يعتمد مبدأ العملية على إطلاق غاز، والذي غالباً ما يكون هو غاز ثنائي أكسيد الكربون.
تقسم عومل النفاشية إما إلى مركبات حيوية وأشهرها الخميرة وإلى مركبات كيميائية وأشهرها ذرور الخبز (بيكربونات الصوديوم). يعتمد مبدأ النفش في الخميرة على حدوث تفاعل التخمر، فينطلق غاز ثنائي أكسيد الكربون CO2، في حين أن بييكربونات الصوديوم تتفكك حرارياً وتتفاعل مع الحمض في الوسط لتطلق غاز CO2.

## اقرأ أيضاً
- خميرة
- تخمر
- بيكربونات الصوديوم